# Musée d'État d'Art égyptien de Munich
Le musée d'État d'Art égyptien de Munich ou collection d'Art égyptien de l'État bavarois (Staatliche Sammlung für Ägyptische Kunst), fondé en 1966, abrite la collection d'art de l'Égypte antique de Bavière.

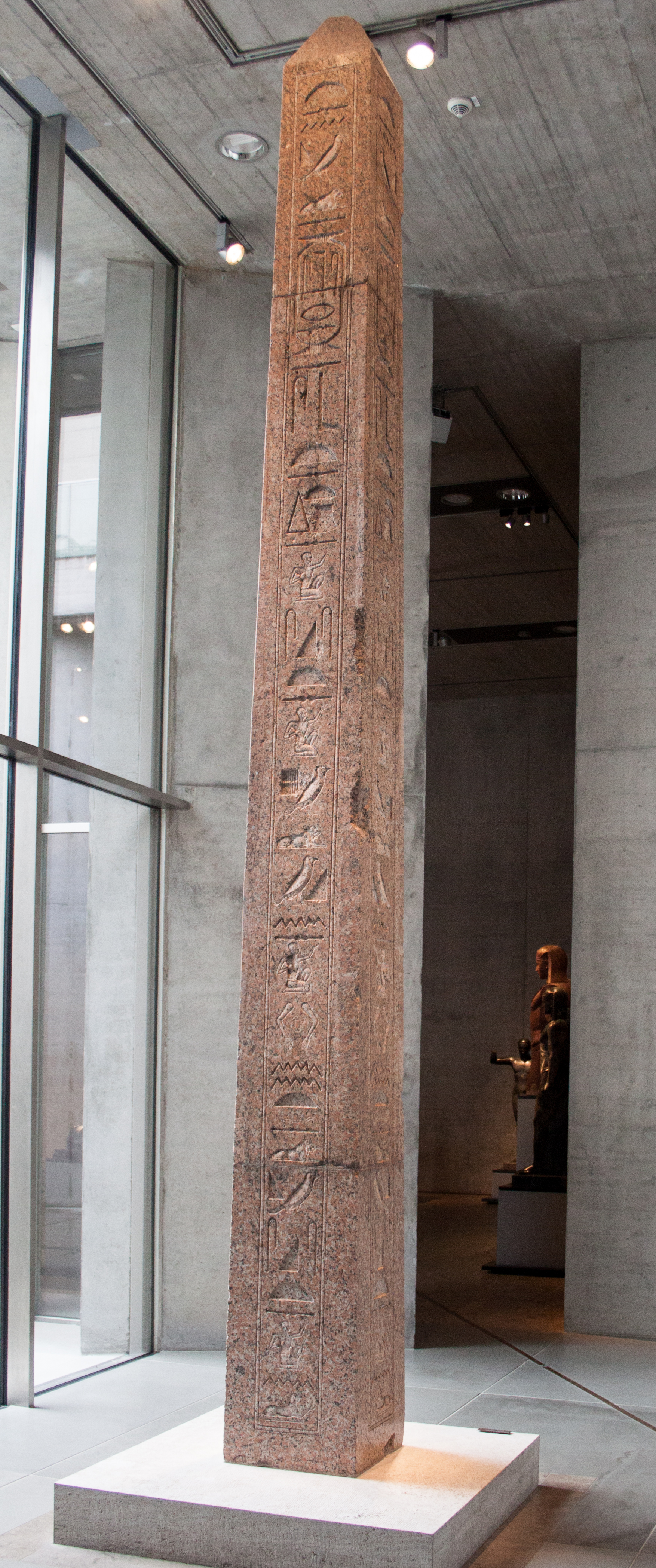
L’obélisque de Titus Sextius Africanus.

## Histoire
La collection d'art de l'Égypte antique de Bavière a été créée dès le XVIe siècle par le duc Albert V et augmentée par Charles Théodore, électeur de Bavière, ainsi que par le roi Louis Ier de Bavière.
Le musée est consacré aux périodes de l‘Ancien, du Moyen et du Nouvel Empire, mais aussi aux périodes hellénistique, romaine et copte de l'Égypte antique.
En 2010, le musée s'est installé dans le quartier Kunstareal, dans un nouveau bâtiment d'architecture contemporaine, en verre et béton, conçu par l'architecte allemand Peter Böhm (de), qui fait face à la Alte Pinakothek et à l'Université de cinéma et de télévision de Munich. Son architecture est inspirée des sépultures égyptiennes : l'entrée, dans un mur en béton teinté, rappelle les pylônes d'accès des anciens temples égyptiens.

## Collections

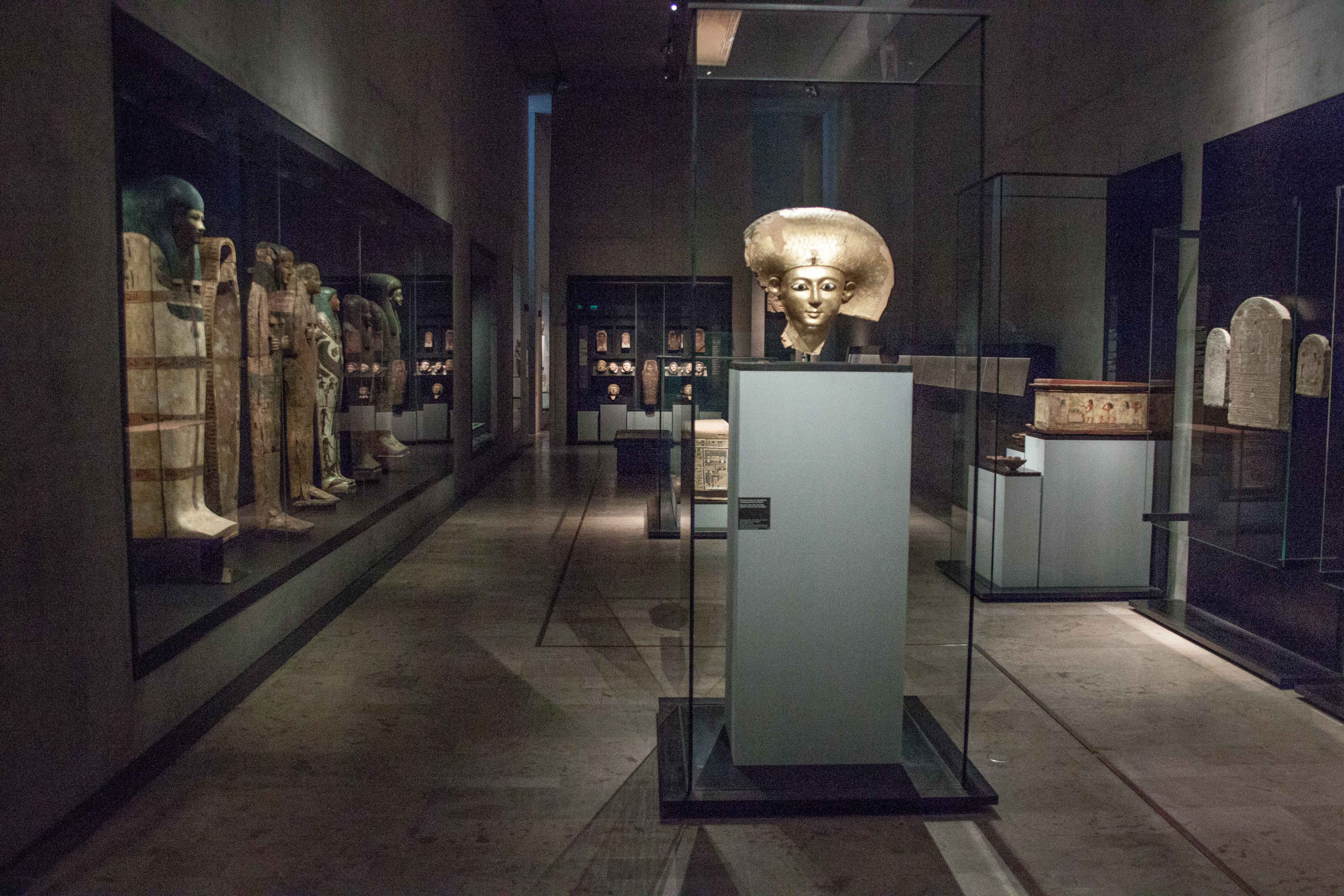
Salle d'exposition des sarcophages.

Le musée présente des objets anciens égyptiens, statues, sculptures, objets de culte, papyrus, tablettes en pierre avec des hiéroglyphes, bijoux, amulettes, mais aussi des momies, des textiles et des objets ménagers.
Parmi les pièces les plus éminentes sont les fameuses statues doubles du pharaon Nyouserrê Ini représenté jeune et âgé, les statues des pharaons Amenemhat III, Ramsès II, Thoutmôsis III et Akhenaton, les sphinx de Sésostris III et Amenhotep II, le couvercle du sarcophage de la reine Setdjehouti.
La période hellénistique et romaine est représentée par des pièces maîtresses telles que le buste d'un séleucide et de la grande statue égyptienne de Antinoüs.
La Nubie est présente par le trésor des bijoux de la reine Amanishakhéto.
Le musée présente également des vestiges du palais du roi assyrien Assurnasirpal II et d'un lion de la porte d'Ishtar de Babylone, qui étaient auparavant exposés dans la Glyptothek.

## Œuvres marquantes
La collection comprend notamment des œuvres de l'art égyptien pharaonique, des pièces de l'Égypte gréco-romaine, des œuvres d'art coptes de l'époque chrétienne et des fouilles archéologiques du Proche-Orient au-delà de l'Égypte.

### Période prédynastique et début dynastique
Objets de la tombe de Minshat Abou Omar.

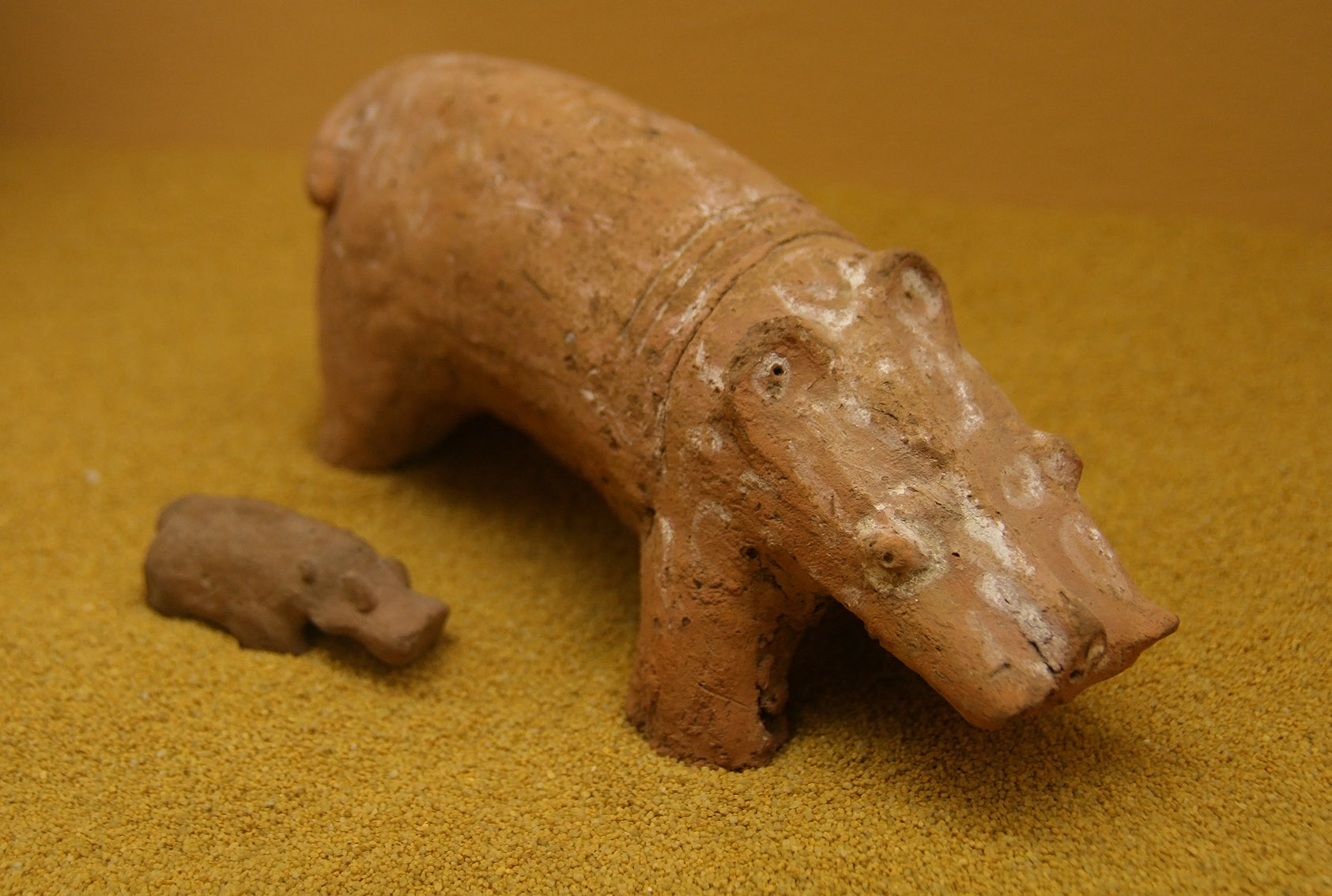
Hippopotame de la période prédynastique (ca. 3200 av. J.-C.)

### Ancien Empire vers 2707–2216 av. J.-C.
Double statue de Niouserrê en jeune homme et en vieillard ; petite tête représentant probablement Khéops ; groupe familial en granite de Dersenet ; fausses portes de la tombe de Ménès ; relief du temple avec scènes de la fête-Sed (vers 2390 av. J.-C.)

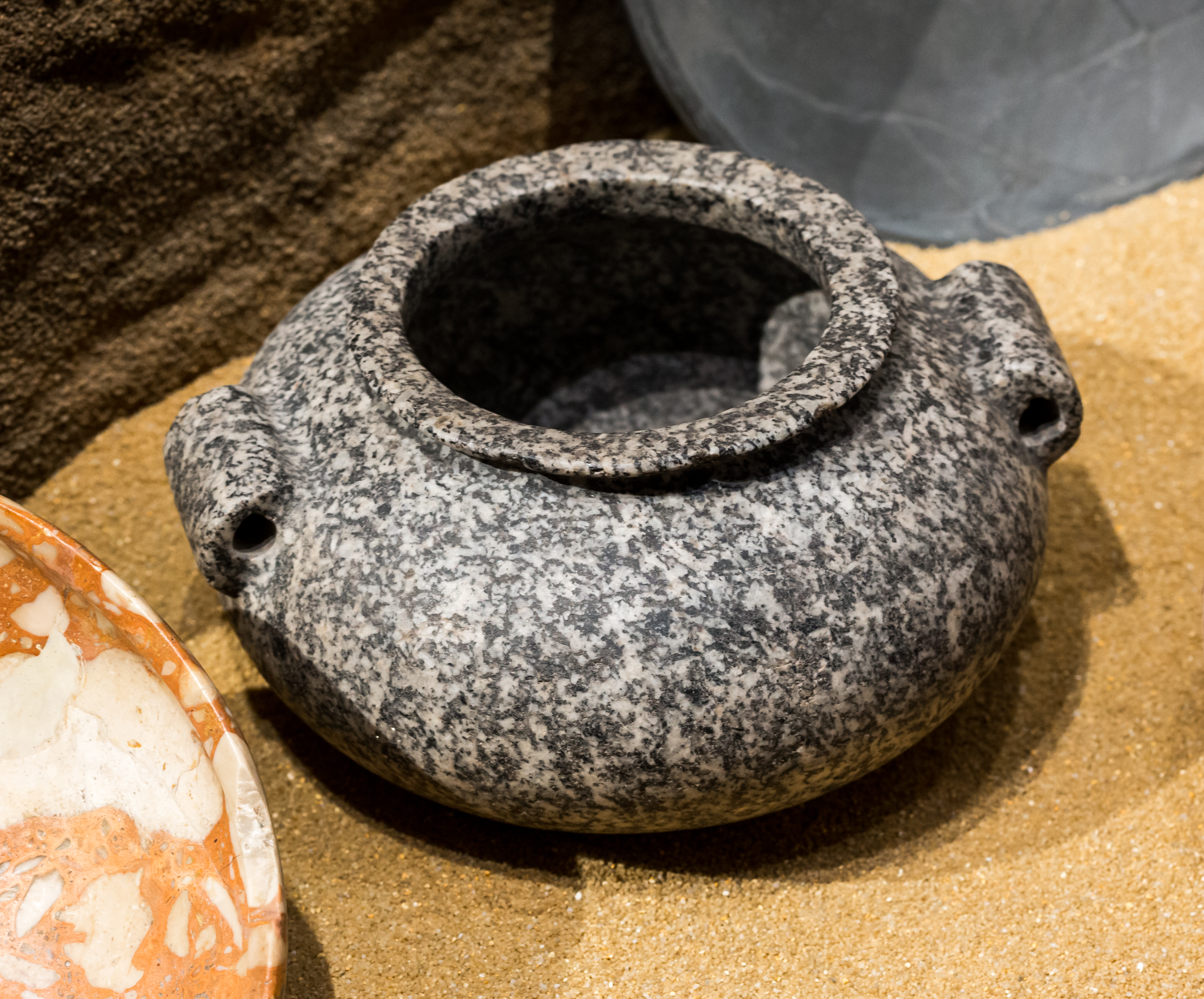
Vase en granite, Ire dynastie, ca. 2900 av. J.-C., inv. 1586
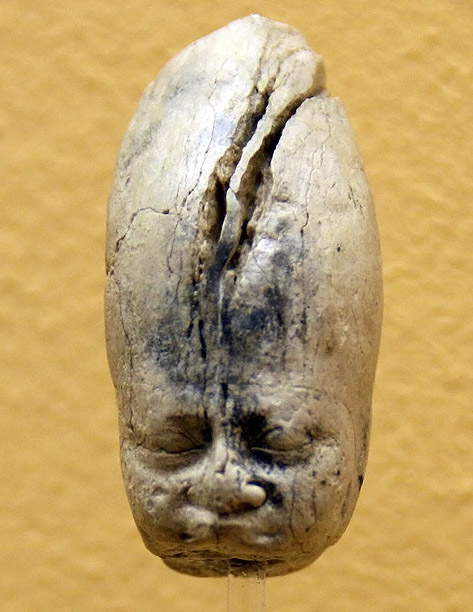
Probable représentation de Chéops (ca. 2600 av. J.-C.)
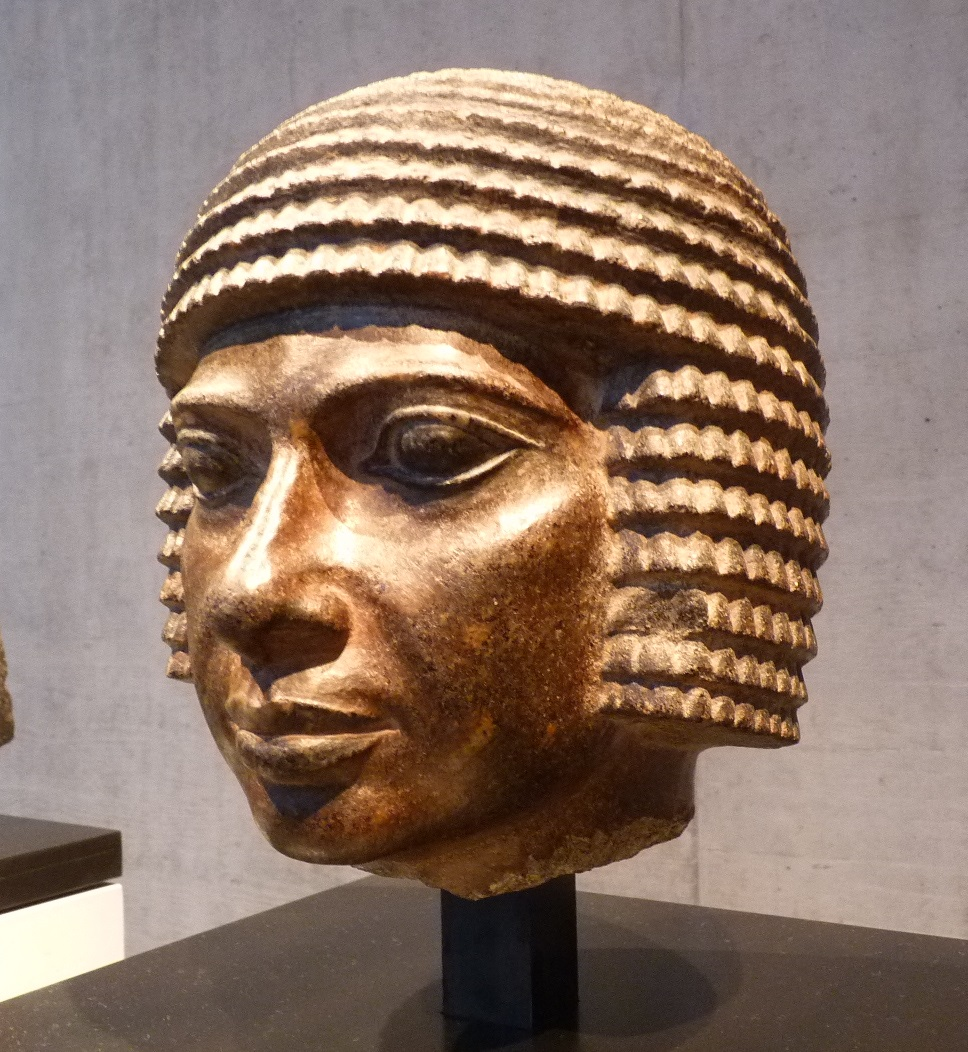
Tête en granodiorite (ca. 2550 av. J.-C.)

### Première Époque intermédiaire
Figure de cire d'ouchebtis

### Moyen Empire (vers 2010–1793 av. J.-C.)
Plusieurs portraits du pharaon Amenemhat III ; image culte du dieu crocodile Sobek ; hippopotame en faïence avec plantes aquatiques stylisées ; figure de sphinx de Sésostris III ; statue d'un haut fonctionnaire (vers 1800 av. J.-C.) ; stèle du gouverneur Upuautaa (1865 av. J.-C.)

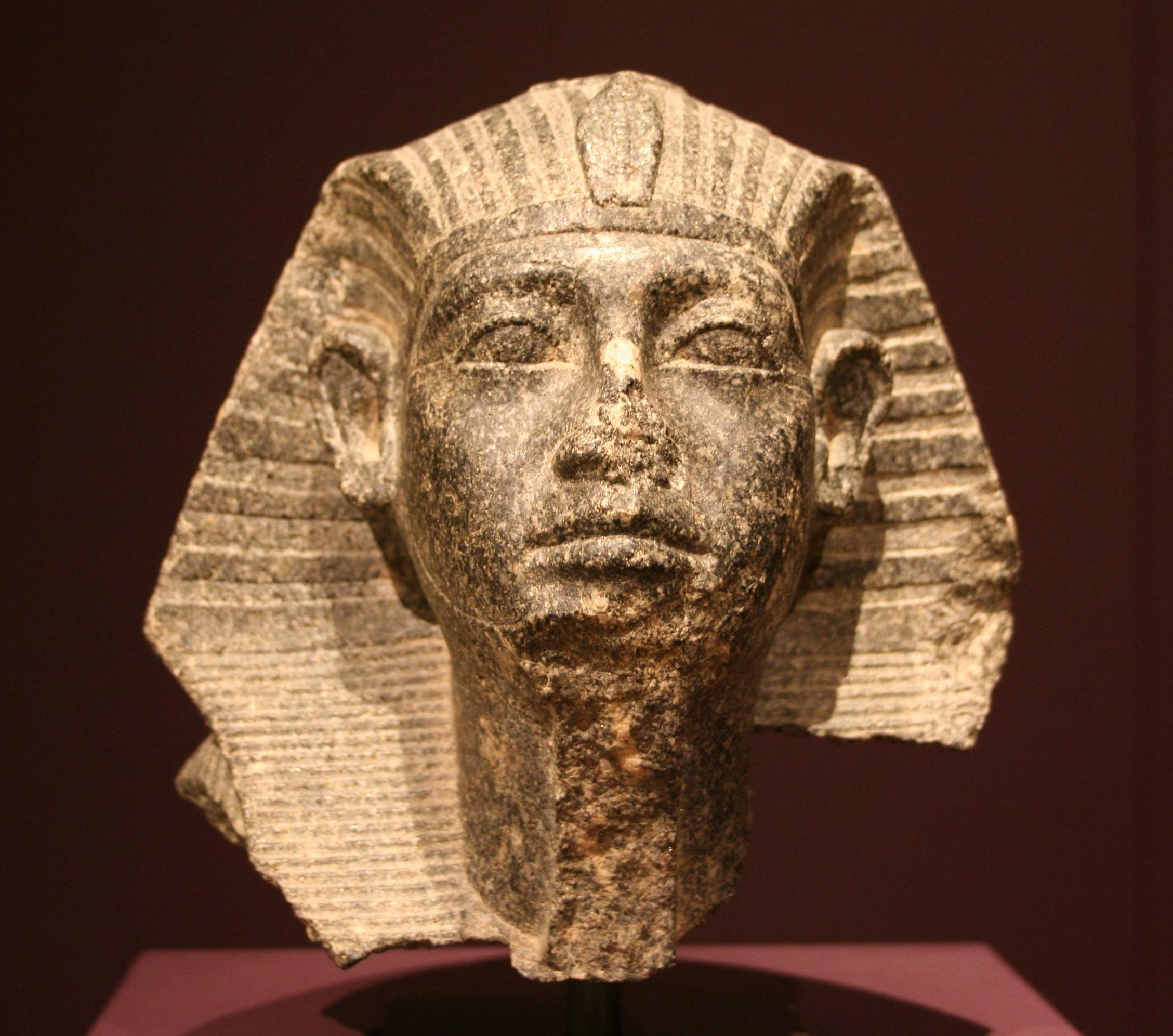
Tête de sphinx de Sésostris III (vers 1850 av. J.-C.).
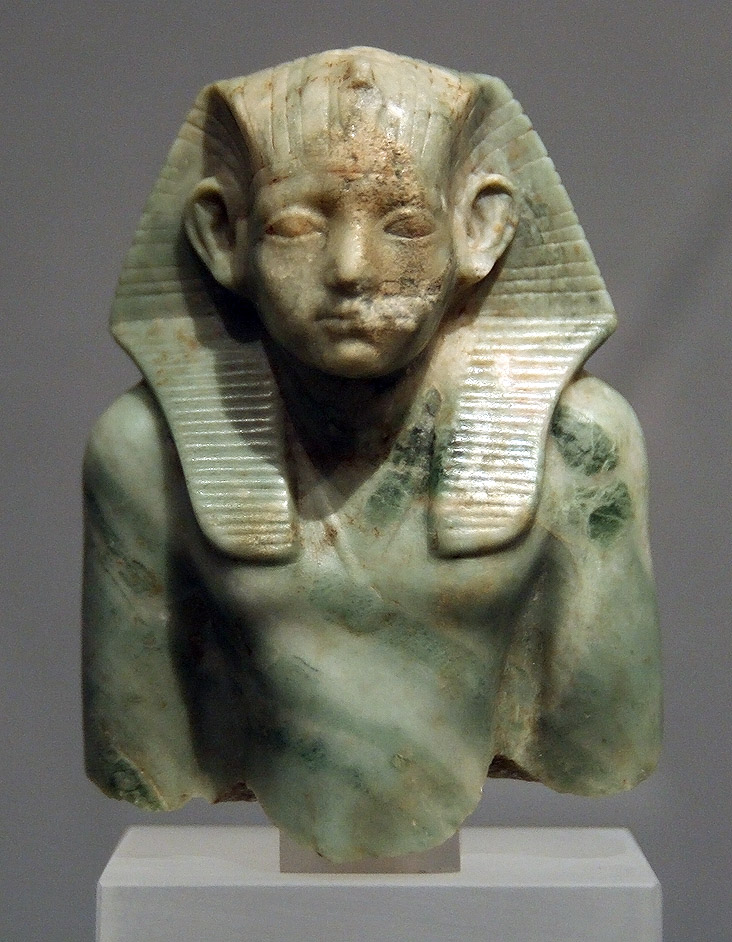
Amenemhat III dans son jeune âge (vers 1800 av. J.-C.)
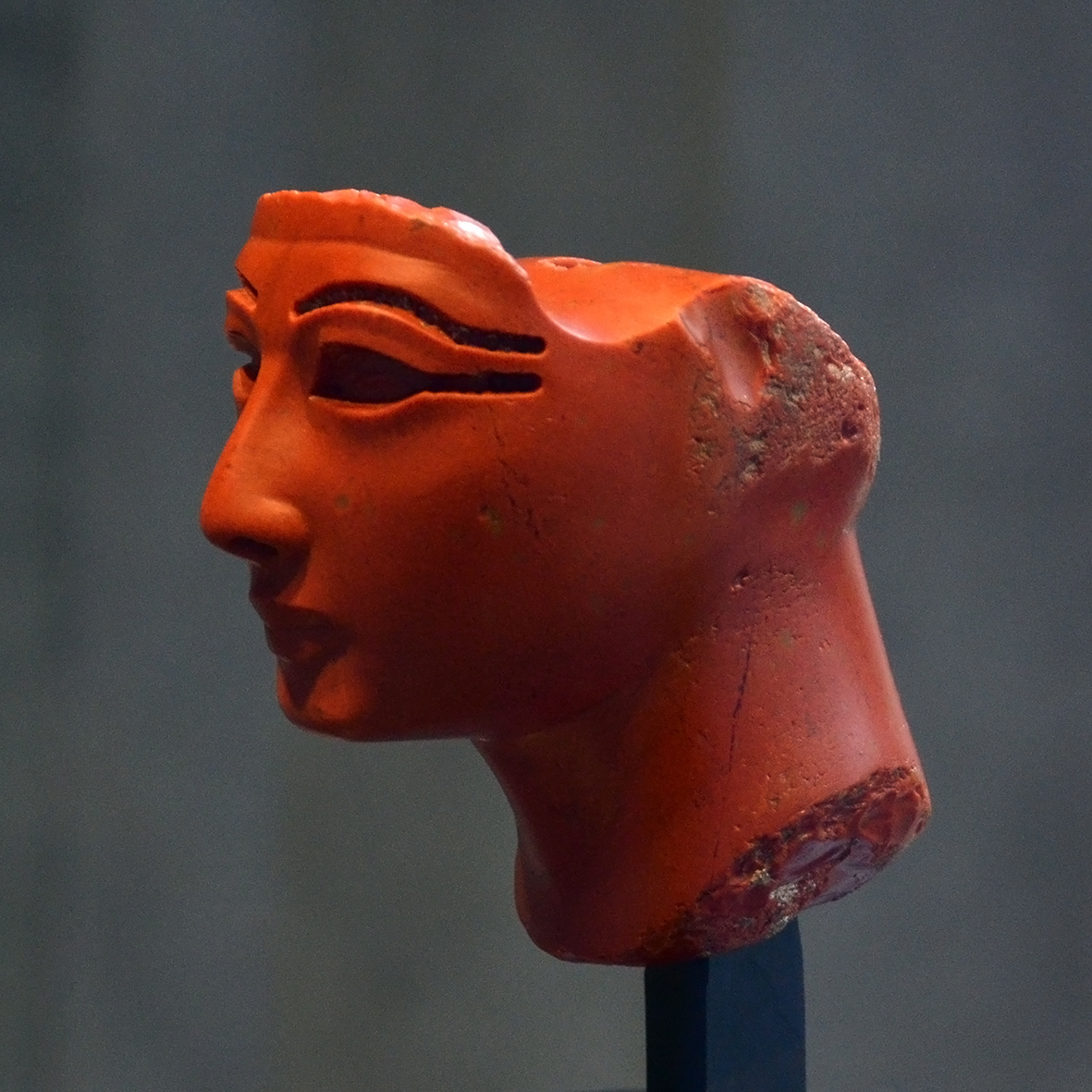
Tête d'Hatchepsout en jaspe (vers 1470 av. J.-C.)

### Deuxième Période intermédiaire
Masque funéraire de la reine Satdjéhouty

### Nouvel Empire (vers 1532-1070 av. J.-C.)
Images des pharaons Ramsès II, Thoutmôsis III, Akhenaton et Hatchepsout ; tête de lion en calcaire ; tête de sphinx d'Aménophis II ; figure agenouillée de Sénènmout ; figure en or de Tiyi ; statue cubique de Bakenkhonsou (hauteur : 137 cm) ; calice portant le nom de Thoutmôsis III, le plus ancien récipient en verre du monde (1450 av. J.-C.) ; socle-figure ambulante du dieu Horus (vers 1360 av. J.-C.) ; figure cubique du Bakenkhonsou, grand prêtre d'Amon (vers 1320 av. J.-C.) ; tête de portrait d'un vieil homme d'une statue de groupe (vers 1330 av. J.-C.).

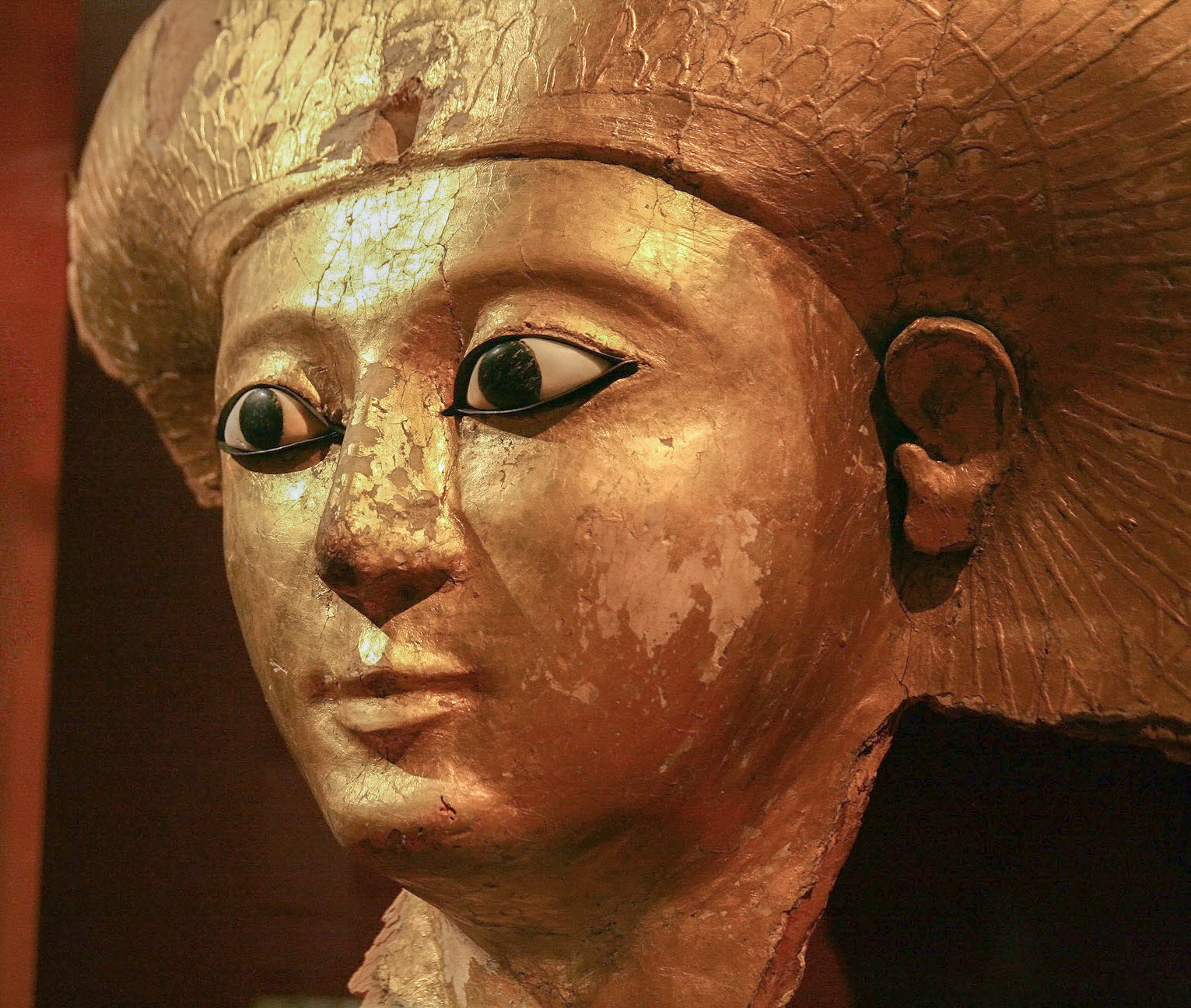
Couvercle du sarcophage de la reine Satdjéhouty (vers 1575 av. J.-C.)
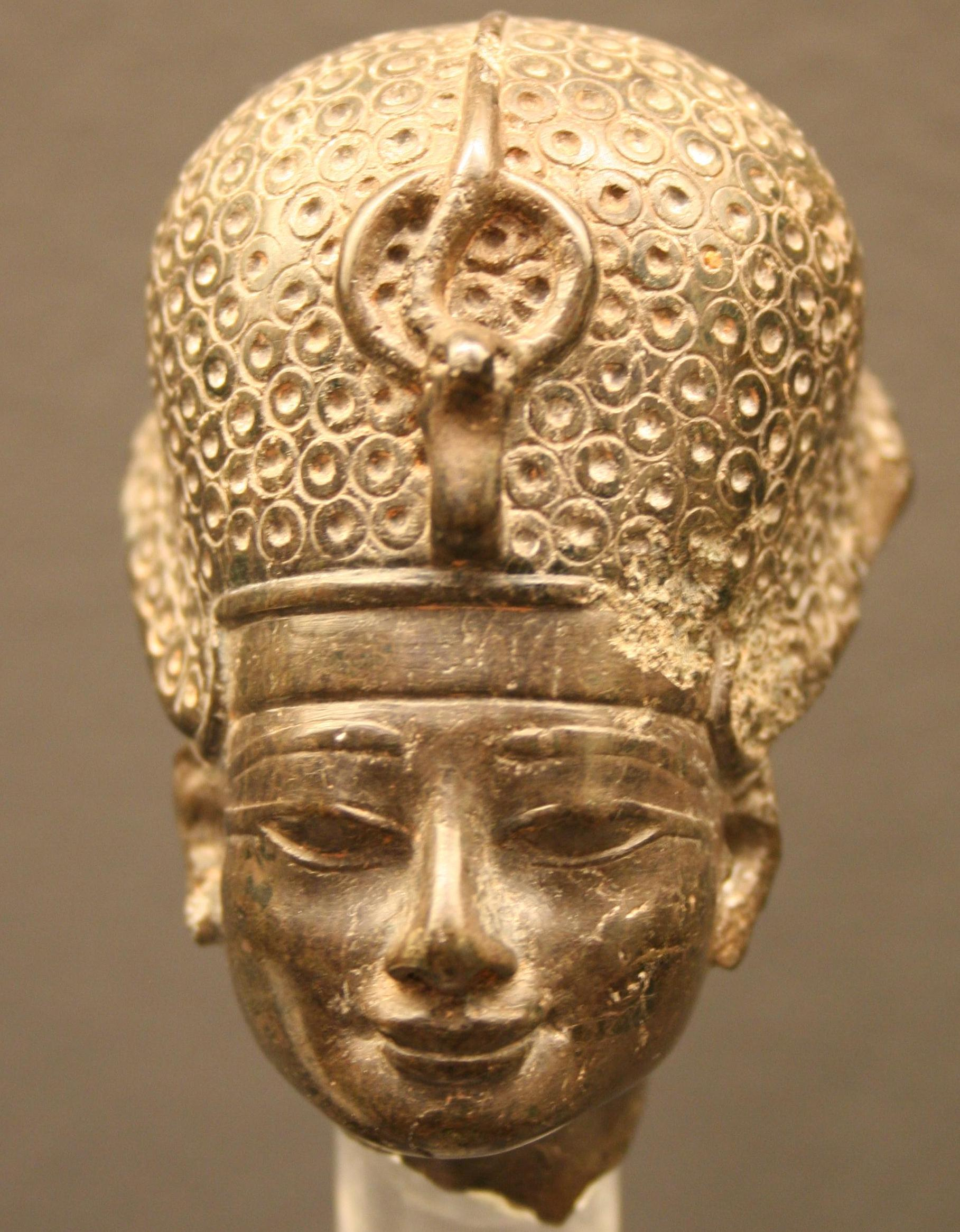
Le pharaon Thoutmôsis IV (vers 1400 av. J.-C.)
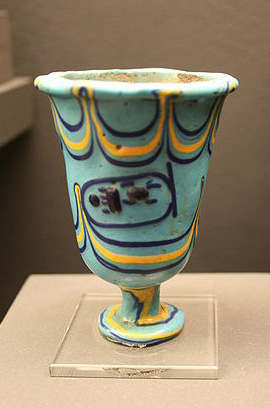
Calice en verre de Thoutmôsis III, le plus ancien récipient en verre (datation probable 1450 av. J.-C.)
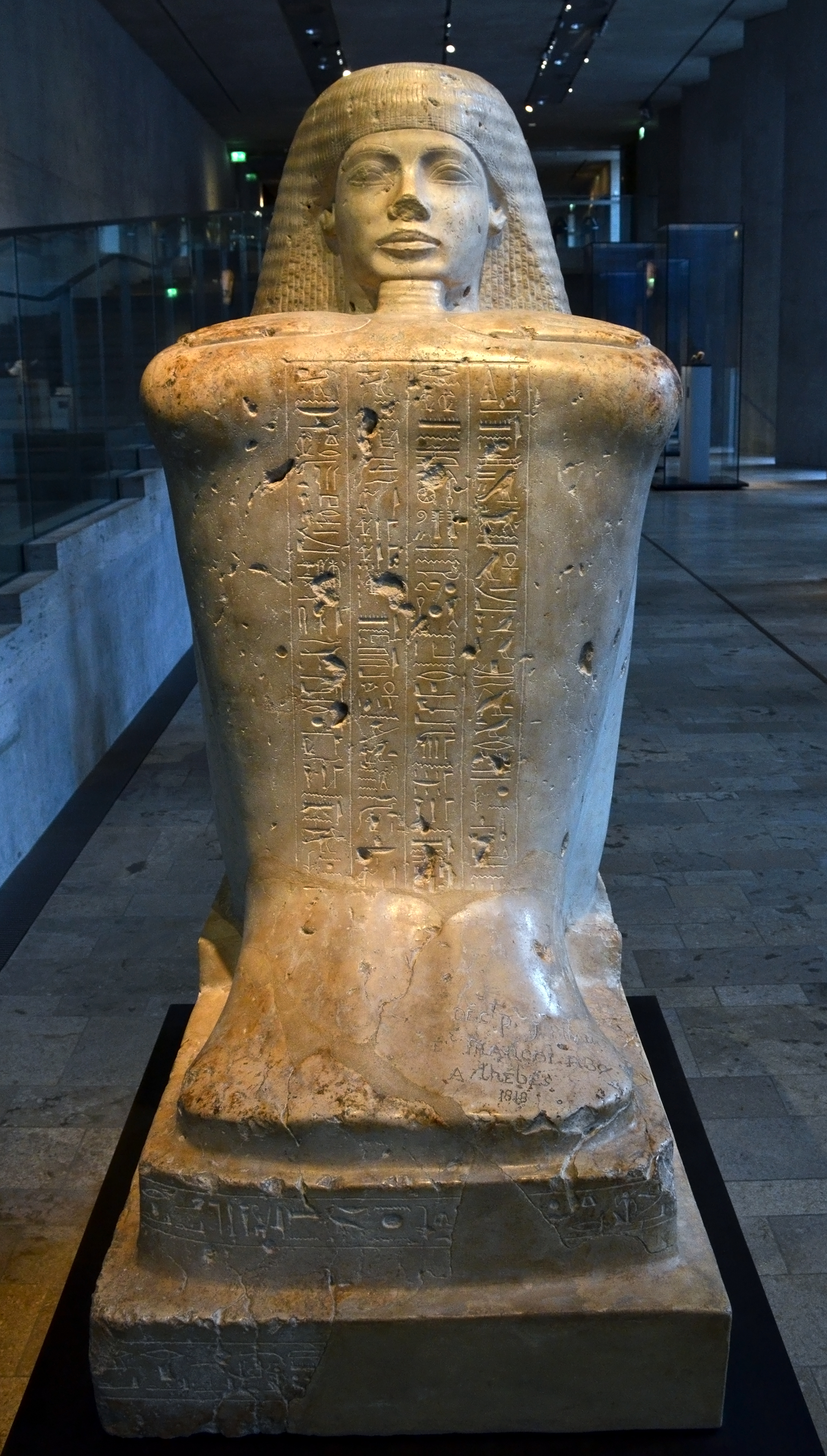
Statue cubique de Bakenkhonsou, prêtre d'Amon, (vers 1320 av. J.-C.)

### Troisième Période intermédiaire
Sarcophages de momies

### Époque tardive

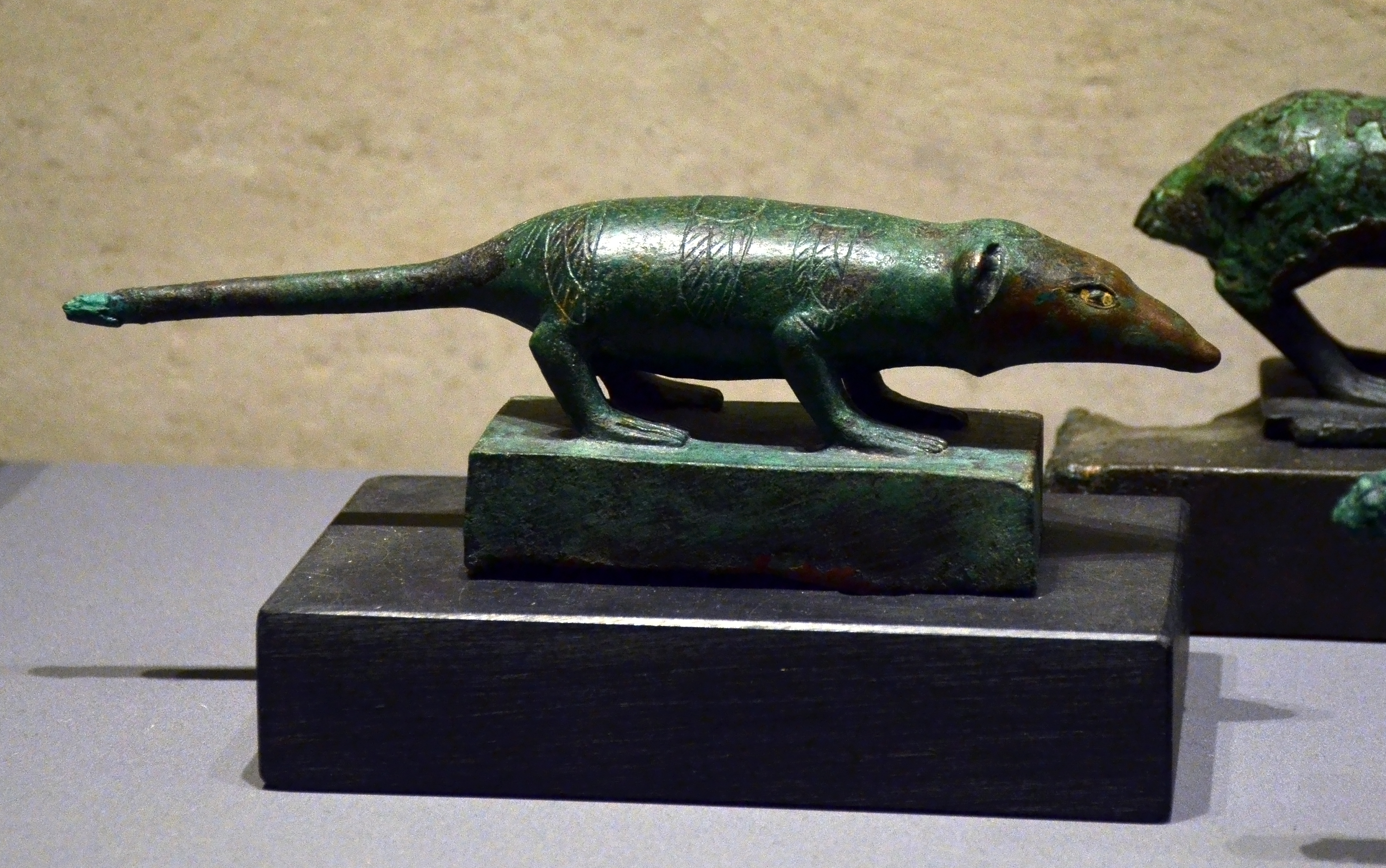
Figure d’une musaraigne. Bronze, entre 700 et 400 av. J.-C.

Sculptures de la période tardive : Amon à la couronne emplumée (vers 600 av. J.-C.) ; partie supérieure d'une statue de prêtre de la période perse (vers 500 av. J.-C.) ; sculptures des périodes ptolémaïque et romaine dont un groupe en bronze d'Osiris ; l'image culte du dieu Horus en faucon à double couronne (vers 500 av. J.-C.) ; un torse de statue (vers 350 av. J.-C.) ; un portrait de Ptolémée X ; la tête en granite d'un souverain séleucide ; un obélisque romain, un torse d'Antinoüs et les parties supérieures des statues de Sérapis et d'Isis, d'époque romaine.

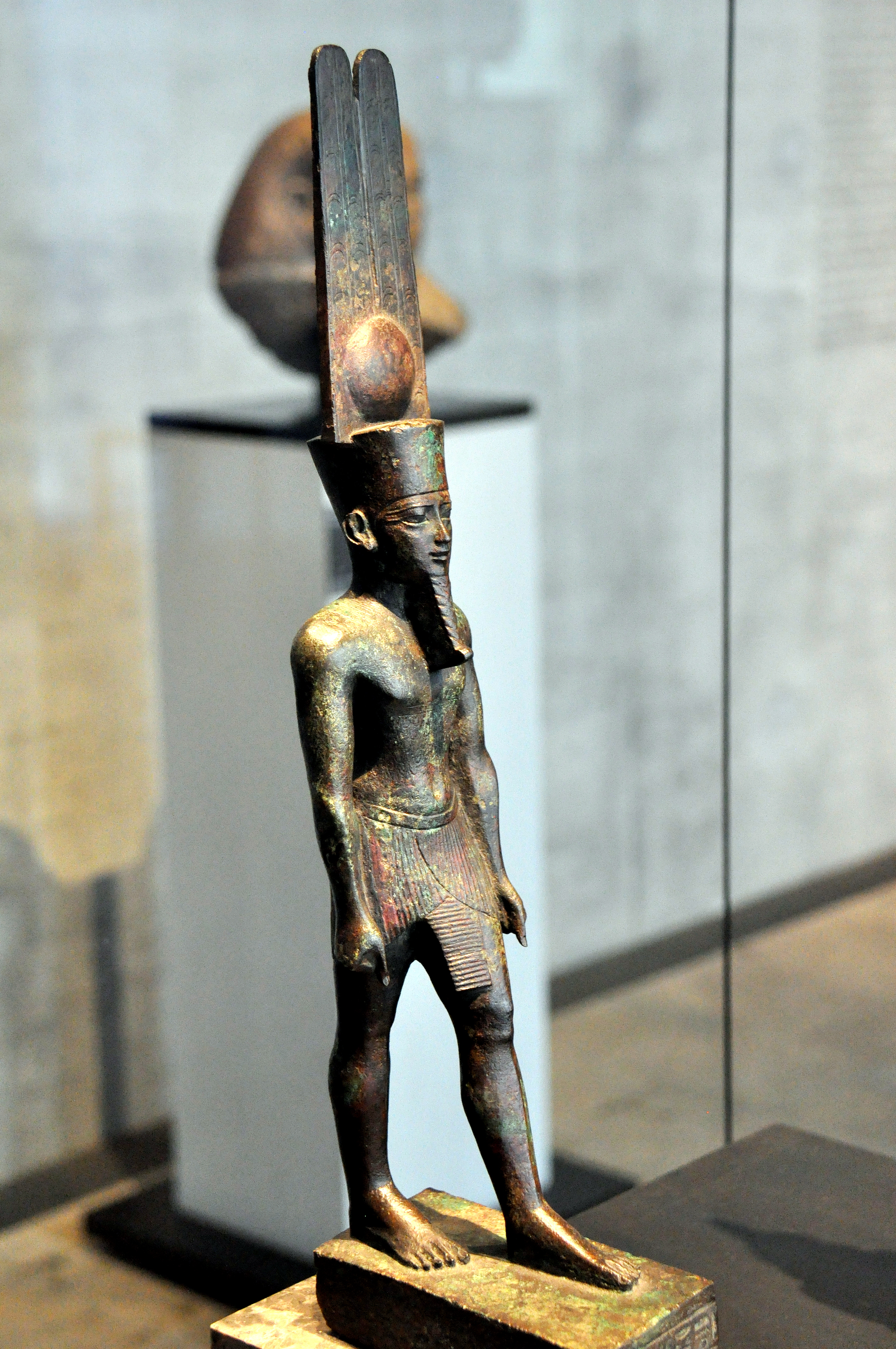
Amon-Rê porte les doubles panaches et le disque solaire. Bronze, XXVe/XXVIe dynastie, 700-600 av. J.-C.
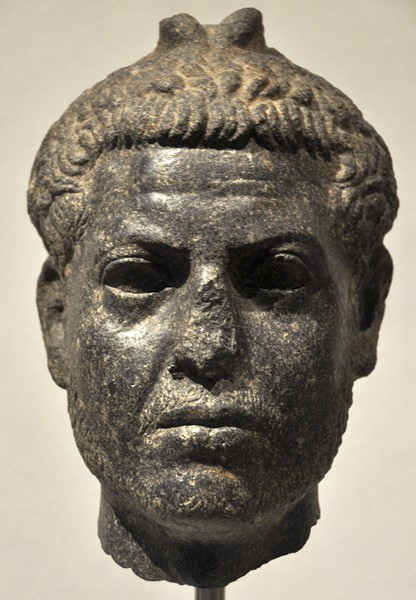
Portrait du roi séleucide Antiochos II Théos (261 à 246 av. J.-C.)
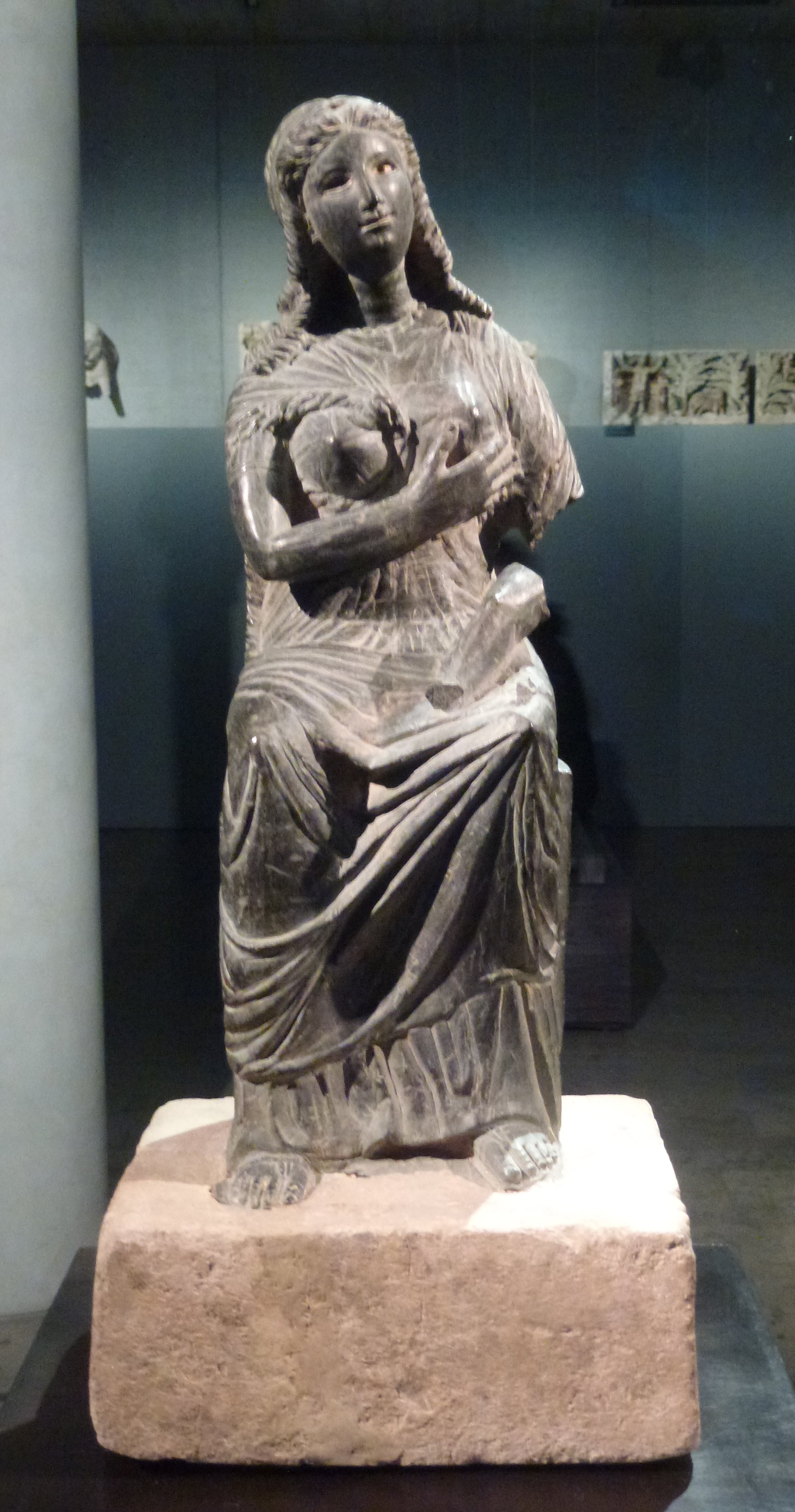
Isis assise allaitant Horus, Ier s.

### Art nubien
Trésor d'or de la période tardive de la reine nubienne Amanishakhéto ; figure debout de la déesse Isis (période méroïtique, Ier siècle) ; figure debout d'une femme (Vénus méroïtique, période méroïtique, IIe – IIIe siècle ap. J.-C.) ; bouclier bague à tête de bélier du dieu Amon (période méroïtique, Ier siècle ap. J.-C.).

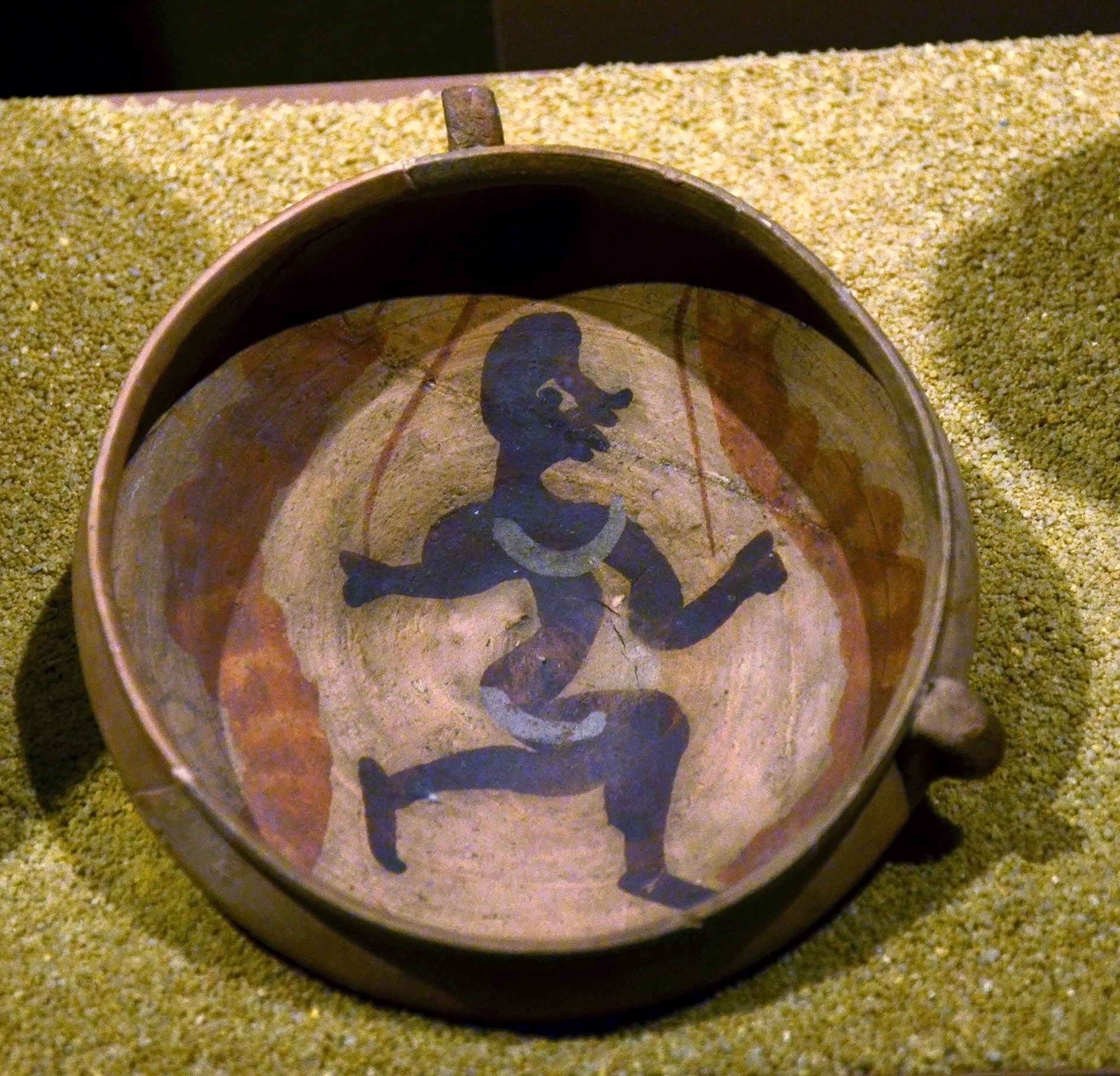
Nubien dansant. Poterie méroïtique, IIe-IIIs. ap. J.-C.
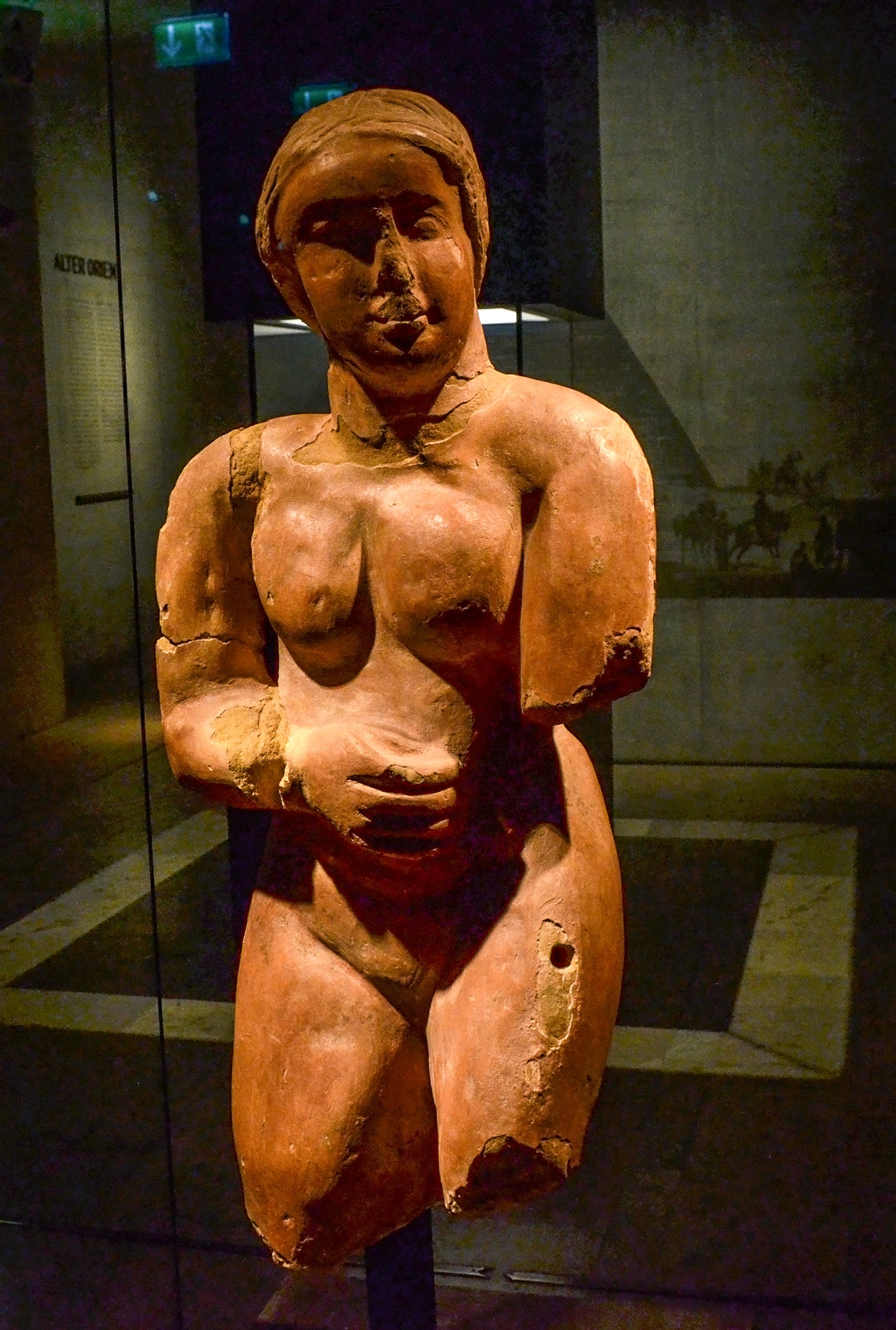
Vénus méroïtique (IIe-IIIe s.)

### Art copte
Céramiques peintes, verre, tissus, récipients, figures de cire, papyrus, stèle funéraire avec croix copte (VIIe siècle).

### Art assyrien
Reliefs orthostatiques du palais d'Assurnasirpal II de Nimroud (acquis à Londres par Louis Ier de Bavière).

### Art babylonien
Lion marchant en tuiles vernissées de la rue processionnelle devant la porte d'Ishtar de Babylone (vers 570 av. J.-C.), un achat du musée du Proche-Orient de Berlin.
La collection comprend également des Aegyptiaca, qui sont des reconstitutions de style égyptien de la seconde moitié du XVIIIe siècle.